# 윈저 (온타리오주)
윈저(City of Windsor)는 캐나다에서 가장 남쪽에 위치한 도시이자 남서부 온타리오 주에 위치한 온타리오주의 도시이다. 윈저 시는 카운티 정부와 분리되어 있음에도 불구하고 온타리오 주 에섹스 카운티에 속해있다. 윈저는 디트로이트강을 두고 미국 미시간주 디트로이트와 접한다. 윈저는 장미의 도시로 알려져 있으며, 윈저 사람들은 윈저라이트(Windsorites)라고 부른다.

## 역사
유럽 사람들의 발견과 정착 이전, 윈저 지역은 아메리카 토착민과 캐나다 원주민이 살던 지역이었다. 1701년에 디트로이트-윈저 지역에 민간인과 군인을 포함하여 약 100명의 사람들이 디트로이트 쪽 강에 폰처트레인 요새를 지으려 정착하였다.
유럽 사람들의 정착은 주로 디트로이트강 서쪽 디트로이트 쪽에 이루어졌으나, 1748년에 예수회원들이 휴론 족을 대상으로 전도에 나설 때부터 윈저 지역의 정착이 시작되었다. 1748년부터 1760년까지, 디트로이트강 양옆으로 프랑스계 사람들의 농작물 경작을 위한 정착이 늘었다. 윈저 내에는 프랑스계 사람들이 정착한 흔적이 많이 남아있는데, 대표적으로는 올레트, 펠리시에, 프랑수아, 피에르, 랭글로아, 마랑테트, 그리고 로존과 같은 프랑스어 거리 이름이 있다. 윈저의 도로 체계는 프랑스계의 강을 따라 좁고 긴 농지 분할 방식이 그 예를 보여주며, 오늘날 남북을 잇는 도로 이름은 그 땅을 경작한 가족의 성씨를 따르는 경우가 많다. 윈저와 그 주변 레이크쇼어, 테쿰세, 그리고 라셀 지역에는 프랑스어를 쓰는 사람들이 아직도 많이 남아있다.
1794년 미국 혁명 직후, 영국의 지배 하에 살고 싶은 프랑스계 및 영국계 사람들이 모여 현재의 윈저 지역을 '샌드위치'라고 이름지었으며, 현재 윈저 서쪽에 있는 샌드위치 지역에는 매켄지 홀과 같은 도시에서 가장 오래된 몇몇 건물들이 남아있다. 오늘날 이러한 건물들은 커뮤니티 센터 등의 용도로 쓰고 있다. 윈저에서 가장 오래된 건물인 더프베이비 하우스는 1792년에 지어졌으며, 현재는 정부청사로 쓰고 있다.
1837년에는 어퍼 캐나다 반란의 일환으로 '윈저 전투'가 벌어진 곳이기도 하였다.
마침내 1854년, 오늘날의 '윈저'가 세워졌으며 4년 뒤인 1858년에 마을이 되어 1892년에는 시로 승격하였다.
1871년 10월 12일에는 윈저 도심에서 화재가 일어나 100개가 넘는 건물이 무너져 이를 '1871년 윈저 대화재'라고 부른다.
1960년 10월 25일, 올레트 애비뉴에 위치한 메트로폴리탄 스토어에 대규모 가스 폭발로 10명이 사망하고 100여명이 부상을 입는 등 큰 피해를 입었다. 2005년 10월 25일, 윈저 스타지에서는 메트로폴리탄 스토어 폭발 45주년을 기렸으며, 이는 히스토리 텔레비전에서 '세기의 재앙'으로 꼽혔다.

## 기후
윈저는 쾨펜의 기후 구분에 따라 사계절이 뚜렷한 습윤 대륙성 기후를 띠고 있다. 연평균 기온은 9.5℃로, 뜨거운 여름 때문에 캐나다에서는 가장 따뜻한 지역에 속한다. 몇몇 해안가는 윈저의 평균 기온보다 조금 더 높은데 이는 따뜻한 겨울 날씨 때문이다. 가장 추운 달은 1월이고, 가장 더운 달은 7월이다. 윈저의 역대 최저 기온은 -29.1℃, 그리고 최고 기온은 40.2℃이다. 연 강수량은 940mm이다.
겨울에는 보통 날이 추우며 포근한 날도 있다. 윈저는 호수의 스노우벨트에 속해있지 않고 겨울에 눈이 간간히 쌓이는 곳인데, 그럼에도 불구하고 매 겨울에 눈이 몇 번 쏟아진다. 여름에는 따뜻하고 습윤하며, 폭풍이 자주 몰아친다. 윈저는 캐나다에서 가장 많은 천둥, 번개, 연무 일을 기록하는 곳으로, 낮 최고 기온이 30도를 웃돌기도 한다. 윈저는 또한 캐나다에서 가장 따뜻한 가을을 자랑하기도 하며, 9월에서 11월까지 평균 온도가 캐나다에서 가장 높다. 강수량은 연중 골고루 분포한다.
| 윈저 (윈저 공항)의 기후                                                | 윈저 (윈저 공항)의 기후 | 윈저 (윈저 공항)의 기후 | 윈저 (윈저 공항)의 기후 | 윈저 (윈저 공항)의 기후 | 윈저 (윈저 공항)의 기후 | 윈저 (윈저 공항)의 기후 | 윈저 (윈저 공항)의 기후 | 윈저 (윈저 공항)의 기후 | 윈저 (윈저 공항)의 기후 | 윈저 (윈저 공항)의 기후 | 윈저 (윈저 공항)의 기후 | 윈저 (윈저 공항)의 기후 | 윈저 (윈저 공항)의 기후 |
| 월                                                                     | 1월                     | 2월                     | 3월                     | 4월                     | 5월                     | 6월                     | 7월                     | 8월                     | 9월                     | 10월                    | 11월                    | 12월                    | 연간                    |
| ---------------------------------------------------------------------- | ----------------------- | ----------------------- | ----------------------- | ----------------------- | ----------------------- | ----------------------- | ----------------------- | ----------------------- | ----------------------- | ----------------------- | ----------------------- | ----------------------- | ----------------------- |
| 역대 최고 기온 °C (°F)                                                 | 17.8 (64.0)             | 21.4 (70.5)             | 28.4 (83.1)             | 31.1 (88.0)             | 34.0 (93.2)             | 40.3 (104.5)            | 38.3 (100.9)            | 37.7 (99.9)             | 37.2 (99.0)             | 32.2 (90.0)             | 26.1 (79.0)             | 19.6 (67.3)             | 40.2 (104.4)            |
| 일평균 최고 기온 °C (°F)                                               | 0.0 (32.0)              | 1.3 (34.3)              | 6.8 (44.2)              | 14.0 (57.2)             | 20.7 (69.3)             | 26.0 (78.8)             | 28.3 (82.9)             | 27.0 (80.6)             | 23.1 (73.6)             | 16.1 (61.0)             | 8.9 (48.0)              | 2.7 (36.9)              | 14.6 (58.3)             |
| 일일 평균 기온 °C (°F)                                                 | −3.6 (25.5)             | −2.6 (27.3)             | 2.4 (36.3)              | 8.8 (47.8)              | 15.3 (59.5)             | 20.8 (69.4)             | 23.2 (73.8)             | 22.1 (71.8)             | 18.1 (64.6)             | 11.6 (52.9)             | 5.2 (41.4)              | −0.4 (31.3)             | 10.1 (50.2)             |
| 일평균 최저 기온 °C (°F)                                               | −7.1 (19.2)             | −6.4 (20.5)             | −2.1 (28.2)             | 3.5 (38.3)              | 9.8 (49.6)              | 15.5 (59.9)             | 18.0 (64.4)             | 17.1 (62.8)             | 13.0 (55.4)             | 6.9 (44.4)              | 1.4 (34.5)              | −3.5 (25.7)             | 5.5 (41.9)              |
| 역대 최저 기온 °C (°F)                                                 | −29.1 (−20.4)           | −26.7 (−16.1)           | −22.0 (−7.6)            | −9.5 (14.9)             | −2.8 (27.0)             | 2.8 (37.0)              | 5.6 (42.1)              | 5.2 (41.4)              | −1.1 (30.0)             | −5.0 (23.0)             | −15.6 (3.9)             | −23.4 (−10.1)           | −29.1 (−20.4)           |
| 평균 강수량 mm (인치)                                                  | 70.8 (2.79)             | 60.0 (2.36)             | 71.0 (2.80)             | 92.2 (3.63)             | 97.3 (3.83)             | 82.9 (3.26)             | 99.3 (3.91)             | 75.7 (2.98)             | 88.3 (3.48)             | 73.9 (2.91)             | 73.2 (2.88)             | 69.2 (2.72)             | 953.8 (37.55)           |
| 평균 강우량 mm (인치)                                                  | 39.1 (1.54)             | 34.3 (1.35)             | 50.9 (2.00)             | 86.5 (3.41)             | 97.7 (3.85)             | 83.7 (3.30)             | 99.3 (3.91)             | 75.7 (2.98)             | 88.0 (3.46)             | 72.2 (2.84)             | 70.6 (2.78)             | 47.2 (1.86)             | 845.2 (33.28)           |
| 평균 강설량 cm (인치)                                                  | 43.4 (17.1)             | 33.2 (13.1)             | 22.5 (8.9)              | 5.6 (2.2)               | 0.0 (0.0)               | 0.0 (0.0)               | 0.0 (0.0)               | 0.0 (0.0)               | 0.0 (0.0)               | 0.2 (0.1)               | 5.0 (2.0)               | 29.9 (11.8)             | 139.8 (55.0)            |
| 평균 강수일수 (≥ 0.2 mm)                                               | 16.7                    | 12.7                    | 13.0                    | 13.8                    | 13.2                    | 11.5                    | 11.5                    | 10.3                    | 10.2                    | 11.8                    | 11.8                    | 14.7                    | 151.1                   |
| 평균 강우일수 (≥ 0.2 mm)                                               | 7.3                     | 5.4                     | 8.9                     | 13.0                    | 13.1                    | 11.7                    | 11.5                    | 10.3                    | 10.0                    | 11.8                    | 10.2                    | 8.4                     | 121.6                   |
| 평균 강설일수 (≥ 0.2 cm)                                               | 13.3                    | 10.1                    | 6.9                     | 2.0                     | 0.0                     | 0.0                     | 0.0                     | 0.0                     | 0.0                     | 0.26                    | 2.9                     | 10.4                    | 45.8                    |
| 평균 상대 습도 (%)                                                     | 70.2                    | 65.6                    | 59.3                    | 53.2                    | 54.1                    | 53.0                    | 53.9                    | 57.5                    | 56.2                    | 57.6                    | 64.0                    | 70.8                    | 59.6                    |
| 평균 월간 일조시간                                                     | 105.4                   | 124.3                   | 167.4                   | 198.0                   | 260.4                   | 270.0                   | 294.5                   | 257.3                   | 210.0                   | 170.5                   | 123.0                   | 80.6                    | 2,261.4                 |
| 평균 일일 일조시간                                                     | 3.4                     | 4.4                     | 5.4                     | 6.6                     | 8.4                     | 9.0                     | 9.5                     | 8.3                     | 7.0                     | 5.5                     | 4.1                     | 2.6                     | 6.2                     |
| 출처: 캐나다 환경기후변화부 (평년값: 1991년~2020년, 극값: 1940년~현재) |                         |                         |                         |                         |                         |                         |                         |                         |                         |                         |                         |                         |                         |

## 인구
| 인종적 태생, 2006 | 인종적 태생, 2006 |
| ----------------- | ----------------- |
| 인종적 태생       | 비율              |
| 캐나다인          | 24.7%             |
| 프랑스인          | 20.8%             |
| 잉글랜드인        | 18.0%             |
| 아일랜드인        | 13.7%             |
| 스코틀랜드인      | 12.8%             |
| 이탈리아인        | 8.8%              |
| 독일인            | 8.4%              |
| 폴란드인          | 4.1%              |
| 레바논인          | 3.9%              |
| 중국인            | 3.9%              |
| 중복 응답 포함    |                   |

2016년 기준 윈저 시의 인구는 217,188명으로, 광역 윈저 (윈저와 테쿰세, 암허스트부르크, 라셀, 레이크쇼어 포함)의 인구는 344,747명을 기록하였다. 윈저 시의 인구는 2011년에 비해 3.0% 증가하였다.
직업 문제 때문에, 윈저에는 전 세계에서 많은 이민자들이 모여 살고 있다. 20% 넘는 인구가 외국에서 태어났으며, 이민자 비중은 캐나다 도시 중에서는 4번째로 가장 높다. 주요 소수 민족은 윈저 인구의 21.0%를 구성하고, 이는 윈저가 온타리오 주 광역 토론토 바깥에서 가장 다민족 도시임을 보여준다.
2016년 통계에 따르면, 윈저의 인구는 48.8%가 남성이고 51.2%가 여성이다. 만 15세 미만 어린이는 도시 인구의 16.3%로, 캐나다 전체 16.7%에 비해 조금 낮은 편이다. 65세 이상의 은퇴 연령기에 있는 사람들은 도시 인구의 17.6%로, 캐나다 전체 17.7%와 비슷하다. 윈저 시의 평균 연령은 41.2세로, 캐나다 전체 41.4세와 비슷하다.

## 정치
공업도시인 윈저는 노동자들의 표에 힘입어 신민주당의 지지 기반으로, 연방이나 주 총선이 있을 때마다 윈저의 유권자들은 신민주당 의원을 꾸준히 선출하였다. 윈저에서는 자유당 또한 지지율이 높다. 캐나다의 21대 총리인 폴 마틴이 윈저에서 태어났으며, 그의 부친인 폴 마틴 시니어는 1930년대 윈저의 한 지역구에서 국회의원으로 선출되었으며 1940년대부터 60년대까지 자유당 정부의 주요 장관직을 역임하였다. 마틴 시니어는 윈저에서 법조관으로 지냈고 울레트 애비뉴의 연방정부 건물은 그의 이름을 따서 지어졌다. 유진 휠런은 1960년대부터 1980년대 초반까지 자유당 소속 장관이자 당 대표 경선에 나선 후보이며, 윈저-워커빌 지역구의 마크 맥귀건은 1980년대 외무부 장관과 법무부 장관을 역임하였다. 허브 그레이 부총리는 1962년부터 2003년까지 윈저를 대표하는 국회의원이었고 13선으로 캐나다 역사상 가장 오래 취임한 정치인이기도 하다.

### 현직 정치인
윈저의 현 시장은 드루 딜킨스이다. 윈저는 선출직인 시의회와 시장과 임명직인 선임행정관으로 구성된다. 윈저시는 10개 지역구로 나뉘며 각 지역구마다 시의원을 한 명씩 선출한다. 시장은 시를 대표하고, 일상적인 시정은 선임행정관이 수행한다.
주의회와 연방의회에서 윈저는 윈저 웨스트와 윈저-테쿰세 등 두 개의 선거구로 나뉜다. 현재 윈저를 대표하는 주의원은 신민주당의 리사 그레츠키 (윈저 웨스트)와 퍼시 해트필드 (윈저-테쿰세) 의원이고, 연방 국회의원은 신민주당의 브라이언 매스 (윈저 웨스트)와 자유당의 이렉 쿠스미에르츠크 (윈저-테쿰세) 의원이다.

## 문화

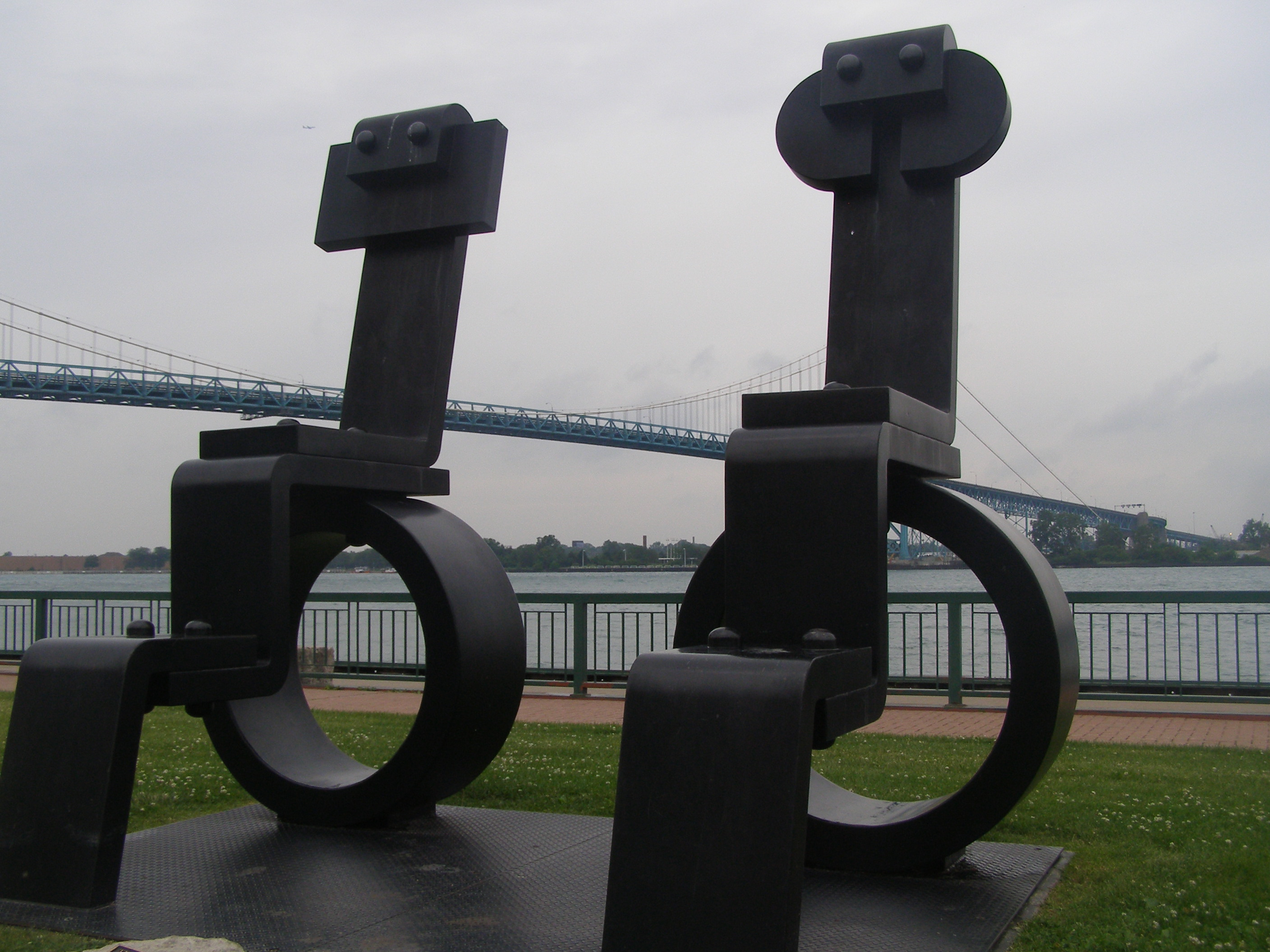
오데트 조각 공원에 설치된 소렐 이트로그의 조각상 '왕과 여왕'.

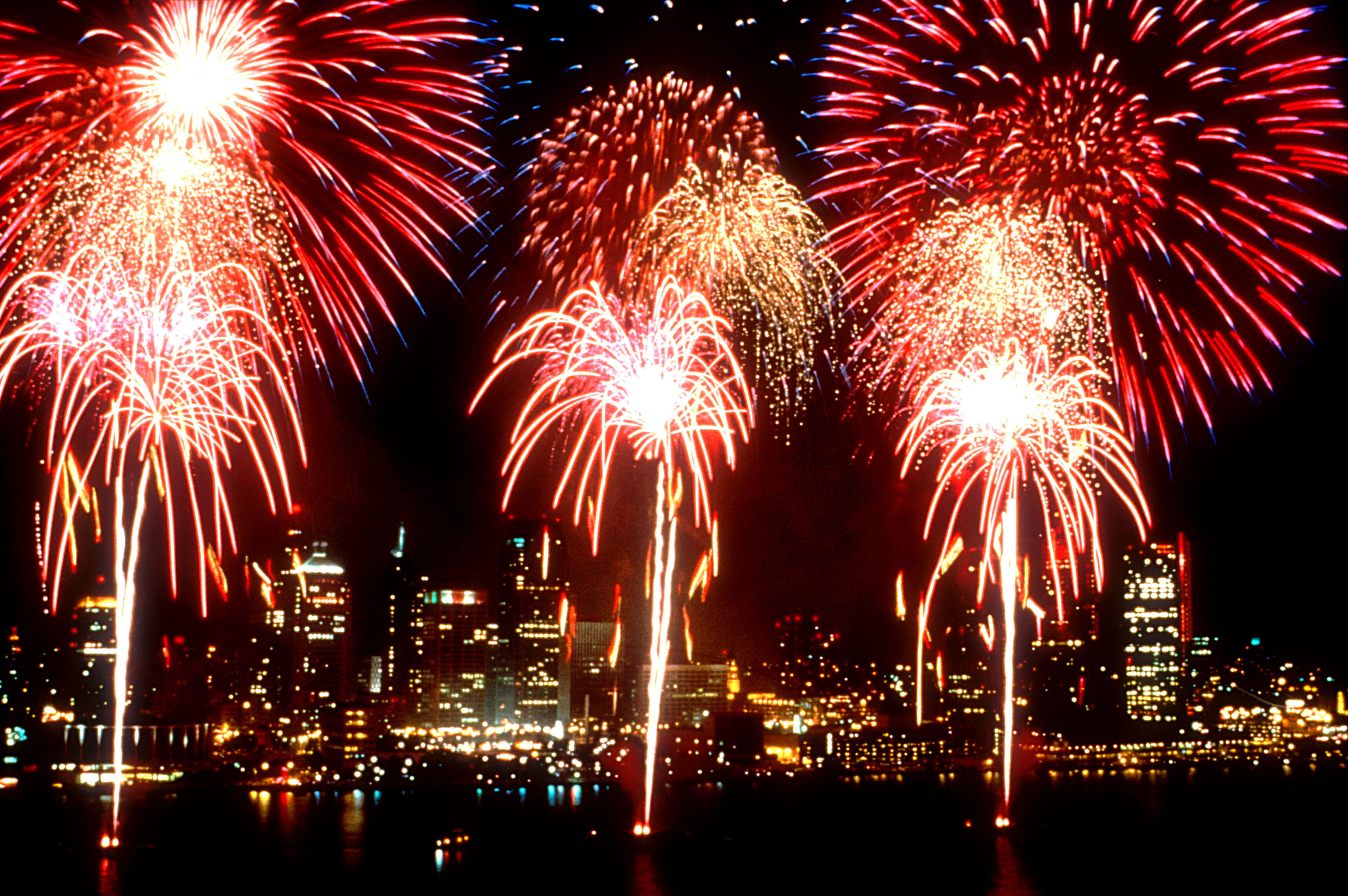
윈저-디트로이트 국제 자유 축제에서의 불꽃놀이.

윈저의 관광지는 온타리오 주에서 운영하는 카지노인 시저스 윈저 (Caesars Winsor), 시내 중심가, 리틀 이탈리아, 윈저 미술관 (Art Gallery of Windsor), 오데트 조각 공원 (Odette Sculpture Park), 오지브웨이 공원 (Ojibway Park) 등이 있다. 국경 지역의 특성상 윈저는 1812년 전쟁의 전투 지역이기도 하였으며, 지하 철도 조직을 통한 노예 난민들이 캐나다로 입국할 때 주로 이곳을 거쳐갔으며, 미국에서 금주법이 시행되었을 때 술이 유통되던 주요 지점이기도 하였다. 윈저에서는 두 곳이 캐나다 사적으로 지정되었는데, 샌드위치 퍼스트 침례 교회(Sandwich First Baptist Church)는 지하 철도 조직의 난민들이 세운 교회이고, 프랑수아 바비 하우스(François Bâby House)는 1812년 전쟁 당시 미국군과 영국군의 작전 본부로 쓰였으며 지금은 윈저 커뮤니티 박물관으로 쓰이고 있다.
윈저의 별명은 '장미의 도시'로, 해안가에는 몇몇 큰 공원과 정원을 찾아볼 수 있다. 퀸 엘리자베스 II 침상원은 시내 중심에 있는 잭슨 공원에 위치해있으며, 공원 중심에는 2차 세계대전 당시 쓰인 영국의 공군 폭격기인 아브로 랭카스터가 몇십 년간 전시되어 있었으나, 복원 작업으로 현재는 남아있지 않다. 현재는 스핏파이어 기와 호커 허리케인 기가 남아있다.
여름에는 매년 윈저 시와 디트로이트 시가 공동으로 주관하는 윈저-디트로이트 국제 자유 축제가 2주간 열린다. 축제 기간에는 캐나다 데이와 미국 독립기념일을 축하하는 불꽃놀이가 있는데, 불꽃놀이는 매년 6월 마지막 주 수요일에 열린다.
윈저는 많은 디트로이트 사람들이 미국에서 금지되어 있는 것을 하는 곳으로 많이 알려져있다. 미시간주의 음주 연령은 만 21세인 데 비해 온타리오 주는 만 19세로, 19세에서 20세의 미국인들이 윈저의 술집을 찾곤 한다. 또한 윈저는 디트로이트에 카지노가 열리기 5년 전에 시저스 윈저 카지노가 생겨 도박 명소가 되기도 하였고, 게다가 쿠바산 시가, 럼주와 압생트 등 미국에서 구할 수 없는 것을 살 수 있다. 그리고 미시간주와 대부분의 미국 주가 동성 결혼이 위법이기 때문에, 많은 동성 커플들이 동성 결혼이 합법인 캐나다를 찾고 있다.

### 미디어
윈저는 토론토, 밴쿠버, 몬트리올 다음으로 캐나다에서 가장 큰 국경 지역 미디어 시장이기도 하며, 인접 도시 디트로이트는 미국에서 11번째로 큰 텔레비전 시장과 9번째로 큰 라디오 시장을 가지고 있어서 미국 미디어 시장에 직접적인 영향을 받는 곳이다. 윈저는 디트로이트의 텔레비전, 라디오 방송을 보고 들을 수 있는 곳이며, 이 신호는 오하이오주 털리도와 클리블랜드까지 잡힌다.
캐나다 방송 규정에 따르면 캐나다 방송은 캐나다인이 제작한 음악, 영상물 등을 35% 이상 방송해야 하지만, 캐나다 라디오-텔레비전 통신 위원회(CRTC)는 국경 지역인 윈저를 예외로 두어 이보다 낮은 비율로 방송할 수 있도록 하였다.
아래는 윈저의 라디오와 텔레비전 방송국 목록이다.
| 주파수   | 콜 사인   | 브랜드명                         | 종류              | 소유자                        | 비고                                    |
| -------- | --------- | -------------------------------- | ----------------- | ----------------------------- | --------------------------------------- |
| 540 AM   | CBEF      | 프르미에르 셴느(Première Chaîne) | 뉴스, 토크        | 소시에테 라디오-캐나다        | 프랑스어                                |
| 580 AM   | CKWW      | AM 580                           | 올디스            | CHUM 라디오 (CTV글로브미디어) |                                         |
| 800 AM   | CKLW      | AM 800                           | 뉴스, 토크        | CHUM 라디오 (CTV글로브미디어) |                                         |
| 1550 AM  | CBE       | CBC 라디오 원                    | 뉴스, 토크        | 캐나다 방송                   |                                         |
| 88.7 FM  | CIMX-FM   | 89X                              | 모던 록           | CHUM 라디오 (CTV글로브미디어) |                                         |
| 89.9 FM  | CBE-FM    | CBC 라디오 2                     | 공영방송          | 캐나다 방송                   |                                         |
| 93.9 FM  | CIDR-FM   | 더 리버 93.9                     | 어덜트 컨템포러리 | CHUM 라디오 (CTV글로브미디어) |                                         |
| 95.9 FM  | CJWF-FM   | 컨츄리 95-9                      | 컨트리 음악       | 블랙번 라디오                 | 2010년 9월 7일 FM 95-9에서 이름 변경    |
| 99.1 FM  | CJAM-FM   | CJAM 99.1                        | 캠퍼스 라디오     | 윈저 대학교                   | 2009년 10월 7일 91.5 FM에서 주파수 편경 |
| 100.7 FM | CKUE-FM-1 | 더 록                            | 록 음악           | 블랙번 라디오                 | 채텀켄트 라디오 중계 방송국             |
| 102.3 FM | CBE-1-FM  | CBC 라디오 원 (CBC Radio One)    | 뉴스, 토크        | 캐나다 방송                   |                                         |
| 103.9 FM | CJBC-FM-2 | 에스파스 뮤지크 (Espace Musique) | 공영방송          | 소시에테 라디오-캐나다        | 프랑스어                                |
| 105.5 FM | CBEF-2-FM‏ | 프르미에르 셴느                  | 뉴스, 토크        | 소시에테 라디오-캐나다        | 프랑스어                                |

| 위성 채널 | 디지털 채널 | 콜 사인    | 네트워크                                                 | 비고                       |
| --------- | ----------- | ---------- | -------------------------------------------------------- | -------------------------- |
| 9         | 9           | CBET       | 캐나다 방송                                              |                            |
| 16        | 16          | CHWI-TV    | A                                                        |                            |
| 32        | 32          | CICO-TV-32 | TV온타리오                                               | 토론토 CICA-TV 중계        |
| 54        | 35          | CBEFT      | 테레비지옹 드 라디오-캐나다 (Télévision de Radio-Canada) | 토론토 CBLFT 중계 프랑스어 |
| 60        | 25          | CHWI-TV-60 | A                                                        | 윈저 CHWI-TV 중계          |

## 교통

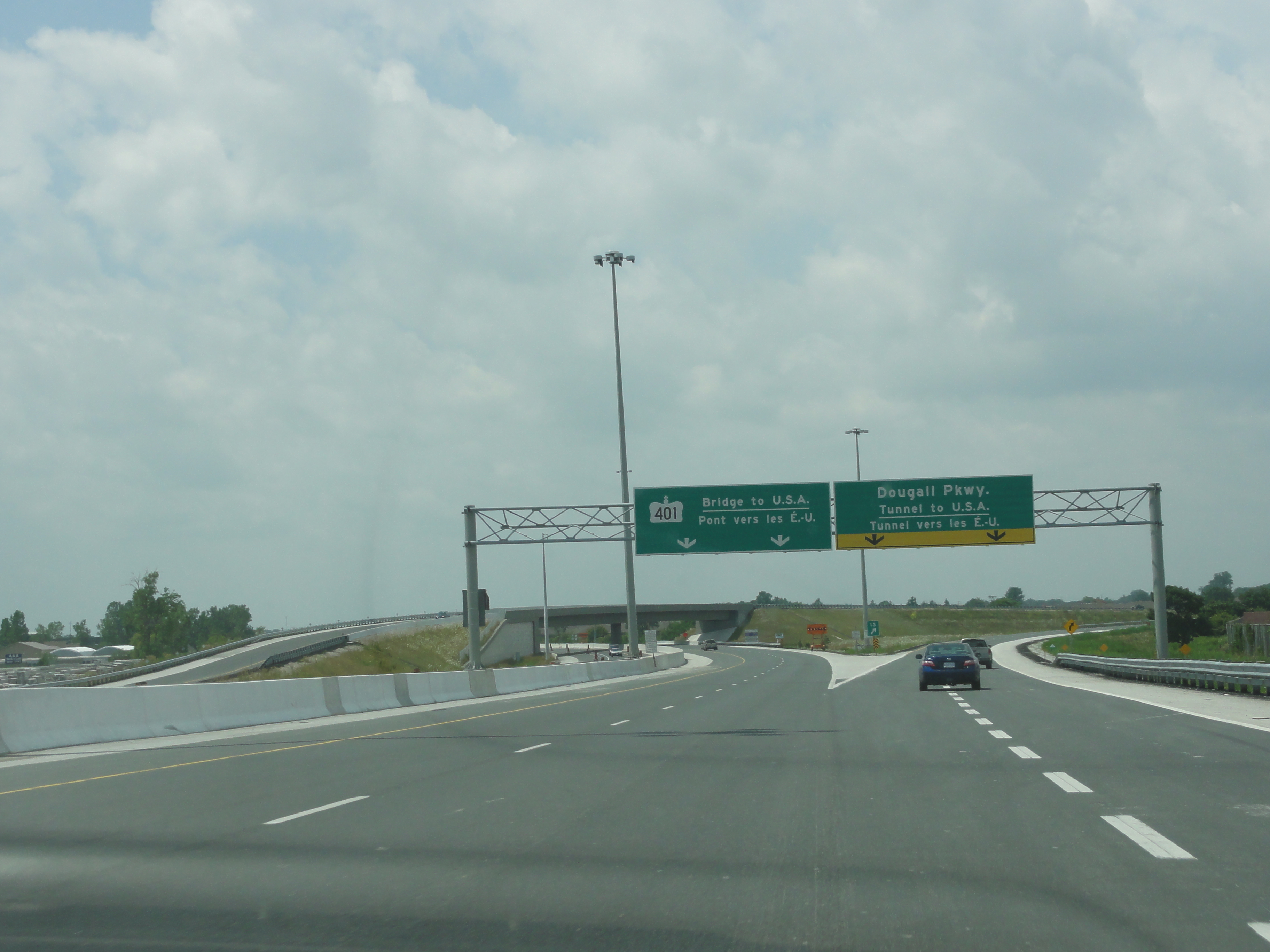
401번 고속도로의 종점. 이 이후로는 미국 미시간주로 이어진다.

윈저 시는 캐나다에서 가장 바쁜 온타리오 주 401번 고속도로와 VIA 철도의 퀘벡 시 - 윈저 노선의 종점이기도 하다. 항공 교통으로는 윈저 공항에서 에어 캐나다 재즈가 토론토 피어슨 국제공항으로 가는 정기편을 운행하고, 그 외 윈저 주민들은 윈저 시에서 약 40 km 떨어진 미국 미시간주 로뮬러스에 위치한 디트로이트 메트로폴리탄 웨인 카운티 공항도 이용하는데, 이 공항은 윈저 공항보다 더 다양한 항공편을 운항하여 선택의 폭이 더 넓다. 윈저는 또한 세인트로렌스 수로에 위치해 있어서, 대서양으로 선박 운행이 가능하다.

### 도로
윈저는 동서를 잇는 도시 고속도로 E.C. 로우 고속도로가 있다. 15.7 km 길이의 9개 출입구로 이루어진 고속도로는 도시를 돌아다니는 가장 빠른 방법이다. E.C. 로우 고속도로는 가장 긴 시간을 들여 가장 짧은 무료 도로를 만든 것으로 기네스북에 오르기도 하였다. 고속도로는 서쪽 끝 오지브웨이 파크웨이부터 테쿰세와 시 경계를 두고 있는 밴웰 로드까지 이어진다.
윈저는 남북간 도로에 비해 동서간 도로의 수가 상대적으로 적은 편이다. 현재 동서간 도로는 리버사이드 로드, 와이언도트 스트리트, 테쿰세 로드와 E.C. 로우 고속도로가 도시 서쪽 끝부터 동쪽까지 30km를 잇는다. 그리고 E.C. 로우 고속도로는 휴론 처치 로드, 도미니온 블루버드, 두걸 애비뉴, 호워드 애비뉴, 워커 로드, 센트럴 애비뉴, 제퍼슨 블루버드와 로존 파크웨이 등 8개 남북간 도로 출입구가 있으며, 역시 동서간 도로가 부족하기 때문에 도미니온, 두걸, 호워드와 워커를 중심으로 교통 정체가 발생한다.

#### 버스

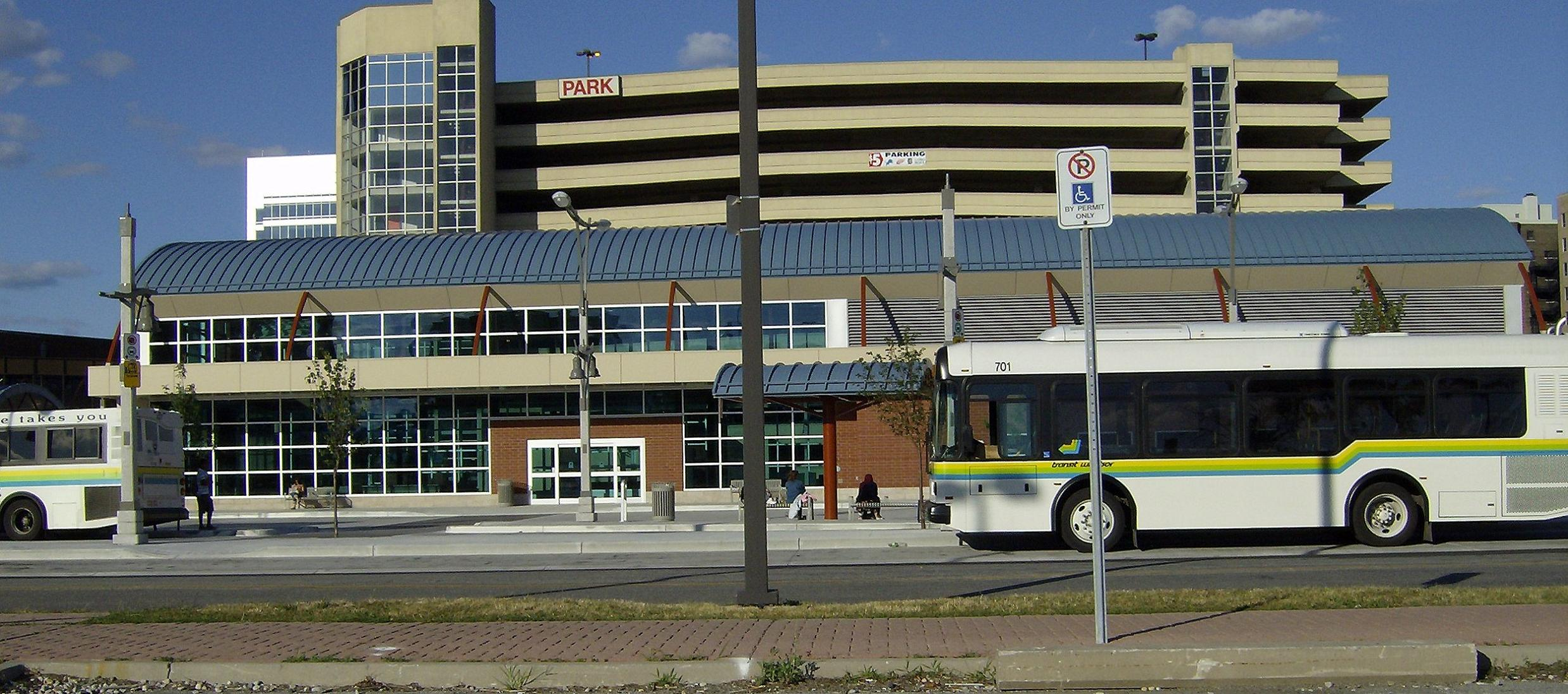
윈저 버스 터미널.

윈저 시는 시청 산하의 윈저 교통국(Transit Windsor)에서 버스를 운행하며, 2011년 3월 현재 디트로이트-윈저간 터널을 운행하는 터널 버스를 포함해 총 14개 버스 노선을 운행중이다. 터널 버스를 이용할 때에는 국경을 넘을 때 여권 등의 신분증이 필요하며 버스 요금은 아래와 같다.
| 요금 종류                  | 어른      | 노인     | 학생     |
| -------------------------- | --------- | -------- | -------- |
| 현금                       | $ 2.50    | $ 2.50   | $ 2.50   |
| 티켓 (10장)                | $ 21.00   | $ 16.00  | $ 16.00  |
| 버스 패스 (1개월)          | $ 79.00   | $ 40.00  | $ 55.00  |
| 버스 + 터널 패스 (1개월)   | $ 130.00  | $ 130.00 | $ 130.00 |
|                            | 기타 요금 |          |          |
| 터널 버스                  | $ 4.00    | $ 4.00   | $ 4.00   |
| 터널 버스 패스 (1개월)     | $ 79.00   | $ 79.00  | $ 79.00  |
| 학생용 여름 패스 (7 - 8월) | $ 87.00   | $ 87.00  | $ 87.00  |

## 스포츠
윈저의 스포츠 팬들은 디트로이트나 토론토의 메이저 팀을 대개 응원하지만, 윈저 시는 아래 청소년, 마이너리그, 대학생, 그리고 프로 스포츠팀이 있다. 윈저의 많은 아마추어 스포츠 팀은 AKO 협회(Alpha Kai Omega)에서 협찬받는다.
- 윈저 스핏파이어스 (온타리오 하키 리그 메이저 주니어 A, 2009 & 2010 메모리얼 컵 챔피언)
- 윈저 클리퍼스 (온타리오 라크로스 협회 주니어 B)
- 윈저 AKO 프래트맨 (캐나다 주니어 미식축구 리그)
- 윈저 랜서스 (캐나다 대학 스포츠전)
- 세인트 클레어 세인츠 (캐나다 대학 체육 협회)
- 윈저 로그스 럭비 (온타리오 럭비 연합)
- 윈저 FC 내셔널스 (온타리오 청소년 축구 리그)(서부 온타리오 청소년 축구 리그)
- 윈저 파이트 팀 (종합 격투기)

윈저는 또한 2009년과 2010년에 레드불 에어 레이스 월드 챔피언십을 개최해왔다. (2008년에는 디트로이트에서 개최하였다) 경주는 디트로이트강에 설치된 코스에서 열린다.

## 자매 도시
윈저는 전 세계 몇몇 도시와 자매 결연을 맺고 있다. 아래는 도시 이름과 자매 결연을 맺은 연도이다.
- 중국 지린성 창춘시 (1992)[22]
- 영국 잉글랜드 웨스트미들랜즈주 코번트리 (1963)[23]
- 일본 가나가와현 후지사와시 (1987)
- 캐나다 퀘벡주 그랜비 (1956)[24]
- 캐나다 온타리오주 콘월 (1972)
- 대한민국 전북특별자치도 군산시 (2005)[25]
- 폴란드 루벨스키에 주 루블린 (2000)[26]
- 독일 바덴뷔르템베르크주 만하임 (1980)[27]
- 엘살바도르 찰라테낭고 주 라스뷰엘타스 (1987)
- 마케도니아 오흐리드
- 프랑스 론알프 생 테티앙 (1963)
- 멕시코 코아우일라주 살틸로
- 이탈리아 프리울리베네치아줄리아주 우디네 (1975)

## 출신 인물
- 폴 마틴, 제21대 캐나다 총리
- 도로시 콜린스, 미국의 가수 및 배우
- 리처드 페디, 메이플 리프 스포츠 앤드 엔터테인먼트 CEO 및 회장